# قلعه مسقران
قلعه مسقران مربوط به دوره قاجار است و در شهرستان ورزقان، بخش مرکزی، دهستان ازومدل شمالی، چسبیده به خانه‌های روستای مسقران واقع شده و این اثر در تاریخ ۱۲ شهریور ۱۳۸۶ با شمارهٔ ثبت ۱۹۳۳۸ به‌عنوان یکی از آثار ملی ایران به ثبت رسیده است.